# Boolean
În informatică, tipul de date boolean sau tipul de date logice este unul dintre cele mai simple tipuri de date, având doar 2 posibile valori (adevărat și fals), se folosește pentru a reprezenta valori logice în algebra booleană. Este denumit după George Boole, primul matematician care a definit un sistem algebric logic în secolul al XIX-lea.

## Implementări
Diverse limbaje de programare implementează tipuri de date booleene în structura lor, precum Pascal, Java, PHP, JavaScript sau C++. Operatori specializați precum '>','≠' sau '!=' sunt programați să returneze valori booleene. De asemenea, structuri condiționale de control precum if-then-else sau structuri repetitive gen while pot testa expresii booleene.
Limbaje precum C sau Lisp care nu implementează explicit tipul de date boolean, pot reprezenta valori logice printr-un alt tip de date. Lisp folosește liste fără elemente pentru fals și orice altă valoare pentru adevărat. C folosește tipul de date integer (numere întregi), iar expresii precum i > j returnează valori 1 pentru adevărat și 0 pentru fals. În general o variabilă booleană poate fi văzută și implementată ca o variabilă cu un singur bit, care poate stoca doar două posibile valori.
Majoritatea limbajelor de programare, chiar și cele care nu implementează explicit tipul de date boolean, suportă operații algebrice booleene precum conjuncția logică (ȘI), disjuncție logică (SAU), echivalență logică (==), disjuncție exclusivă (XOR), negație logică (!)
În anumite limbaje de programare există un tip de date boolean care include și NULL ca o posibilă valoare pe lângă adevărat și fals (ISO SQL 1999 standard).